# Alsó-Tápió és patakvölgyek
Alsó-Tápió és patakvölgyek este o arie protejată (arie specială de conservare — SAC, sit de importanță comunitară — SCI) din Ungaria întinsă pe o suprafață de 1.801,41 ha, integral pe uscat.

## Localizare
Centrul sitului Alsó-Tápió és patakvölgyek este situat la coordonatele 47°23′14″N 19°35′33″E / 47.387222°N 19.5925°E.

## Înființare
Situl Alsó-Tápió és patakvölgyek a fost declarat sit de importanță comunitară în mai 2004 pentru a proteja 3 specii de plante și 15 specii de animale. Situl a fost protejat și ca arie specială de conservare în februarie 2010.

## Biodiversitate
Situată în ecoregiunea panonică, aria protejată conține 7 habitate naturale: Pajiști cu Molinia pe soluri calcaroase, turboase sau argilos-nămoloase (Molinion caeruleae), Pajiști stepice panonice pe loess, Stepe și mlaștini sărate panonice, Pajiști aluvionare inundabile, de Cnidion dubii, Păduri aluvionare cu Alnus glutinosa și Fraxinus excelsior (Alno-Padion, Alnion incanae, Salicion albae), Stepe panonice nisipoase, Fânețe de joasă altitudine (Alopecurus pratensis, Sanguisorba officinalis).
La baza desemnării sitului se află mai multe specii protejate:
- plante (3): Cirsium brachycephalum, Colchicum arenarium, Iris humilis subsp. arenaria
- amfibieni (1): buhai de baltă cu burta roșie (Bombina bombina)
- mamifere (2): castor (Castor fiber), popândău (Spermophilus citellus)
- nevertebrate (7): Coenagrion ornatum, Cucujus cinnaberinus, Isophya costata, fluturele purpuriu (Lycaena dispar), Maculinea teleius, Vertigo angustior, Vertigo moulinsiana
- pești (4): zvârluga (Cobitis taenia), țipar (Misgurnus fossilis), boarță (Rhodeus sericeus amarus), țigănuș (Umbra krameri)
- reptile (1): țestoasa de baltă (Emys orbicularis)

Pe lângă speciile protejate, pe teritoriul sitului au mai fost identificate 32 de specii de plante, 1 specie de păsări, 4 specii de amfibieni, 1 specie de nevertebrate, 2 specii de reptile.